# 1985 en photographie
| Années de la photographie : 1982 - 1983 - 1984 - 1985 - 1986 - 1987 - 1988    |
| Décennies de la photographie : 1950 - 1960 - 1970 - 1980 - 1990 - 2000 - 2010 |

Cet article présente les faits marquants de l'année 1985 en photographie.

## Événements
- Création de l'agence internationale de photos de presse European Pressphoto Agency (EPA) par sept agences européennes de presse (Agence France-Presse (AFP), ANP Pays-Bas, Agência de Notícias de Portugal (ANOP), ANSA Italie, Belga Belgique, Deutsche Presse-Agentur (dpa) Allemagne et EFE Espagne), en raison d'une absence d’alternative aux services photos offerts par les agences de culture anglo-saxonne.
- Création du collectif français de photographes Le Bar Floréal, pour défendre une photographie sociale et engagée.
- Création du Musée canadien de la photographie contemporaine (MCPC) à Ottawa.
- octobre : Création du musée Photo Élysée à Lausanne, en Suisse, par Charles-Henri Favrod, installé dans la Campagne de l'Élysée[1].
- La revue française Photographies créée en 1982 cesse de paraître après huit numéros.
- février : commercialisation par l'entreprise japonaise Minolta du Minolta 7000, appareil photographique reflex 35 mm, premier appareil photo à disposer à la fois d'un autofocus intégré (AF) et d’une avance de film motorisée (qui allait devenir la configuration standard pour les appareils photo reflex amateurs et professionnels).

## Photographies notables
- 13 avril : Hans Runesson, Kvinnan med handväskan (« La femme au sac à main »), photographie en noir et blanc prise à Växjö qui représente une femme frappant de son sac à main un skinhead lors d'une manifestation de partisans du Parti du Reich nordique.

## Livres de photographies
- Henri Cartier-Bresson, Photos portraits, texte d'André Pieyre de Mandiargues, Paris, Gallimard, 288 p.  (ISBN 2-07-011093-1).
- Jean-Claude Gautrand, Paris des photographes, tome 1, éditions Contrejour/Paris Audiovisuel.

## Études, essais, articles
- Michel et Michèle Auer, Encyclopédie internationale des photographes de 1839 à nos jours, Hermance, Camera obscura, 2 vol.  (ISBN 978-2903671068).

## Expositions
- 5 janvier - février : Édouard Boubat. Marges, Galerie Agathe Gaillard, Paris[2].
- 16 avril - 16 juin : Marcel Bovis. Les années 30, Musée Nicéphore-Niépce, Chalon-sur-Saône.
- 10 mai - 14 juillet : André Kertész : of Paris and New York, Art Institute of Chicago

puis 19 décembre 1985 - 23 février 1986 : Metropolitan Museum of Art (The Met), New York.
- 8 juin - 21 septembre :  Bill Brandt : behind the camera. Photographs 1928-1983, Philadelphia Museum of Art, Philadelphie.
- 3 octobre - 16 novembre : François Kollar, "La France travaille". Regard sur les années trente, Bibliothèque Forney, Paris.
- octobre - janvier 1986 : Henri Cartier-Bresson en Inde, Palais de Tokyo, Paris.
- novembre - janvier 1986 : Paysages photographiques, travaux en cours (campagnes 1984-1985), exposition présentée par la Mission photographique de la DATAR, Palais de Tokyo, Paris[3].
- 18 décembre - 24 février 1986 : Identités. De Disdéri au photomaton, Palais de Tokyo, Paris[4],[5].
- Metropolis. Images d'un tournage, Centre national de la photographie, Paris.

## Festivals et congrès photographiques
- 16e Rencontres de la photographie d'Arles[6].
- Création du Festival international de mode et de photographie à Hyères par Jean-Pierre Blanc, directeur de la Villa Noailles.

## Prix et récompenses
- Grand Prix national de la photographie : Guy Bourdin (prix refusé)
- Prix Niépce : Hervé Rabot.
- Prix Nadar : Jean-Claude Lemagny, La Photographie créative : les collections de la Bibliothèque nationale : 15 ans d'enrichissement (catalogue d'exposition), Paris, Contrejour, 1984 (ISBN 2-85949-058-2).
- : Prix Kodak de la critique photographique : 1er prix : Luc Choquer, Jean-Marc Tingaud.
- Grand prix Paris Match du photojournalisme : non décerné.
- Médaille David-Octavius-Hill : non décerné.
- Prix Oskar-Barnack : Sebastião Salgado.
- Prix Erich-Salomon : Robert Frank.
- Prix culturel de la Société allemande de photographie : Bernd et Hilla Becher
- Prix Robert Capa Gold Medal : Peter Magubane, Time, Cry for Justice: Cry for Peace.
- Prix Pulitzer :
  - Prix Pulitzer de la photographie d'article de fond : Larry C. Price du Philadelphia Inquirer pour ses photographies en Angola et au Salvador ; Stan Grossfeld du Boston Globe pour ses photographies de la famine en Éthiopie et celles des étrangers en situation irrégulière à la frontière américano-mexicaine.
  - Pulitzer Prize for Spot News Photography : l'équipe des photographes du journal Orange County Register, Santa Ana, pour la couverture des jeux olympiques d’été de 1984.
- Prix Ansel-Adams : Tupper Ansel Blake (en).
- Prix W. Eugene Smith : Donna Ferrato.
- Création des premiers prix Infinity Awards décernés par l'International Center of Photography (ICP) à New York : 
  - Prix de la publication Infinity Award. Premier lauréat : la collection française Photo Poche éditée par le Centre national de la photographie.
  - Infinity Award du photojournalisme. Premier lauréat :  Alberto Venzago.
  - Infinity Award for Art. premier lauréat : David Hockney
  - Prix de la photographie appliquée. Première lauréate : Sarah Moon.
- World Press Photo de l'année : Pablo Bartholomew pour la photographie prise en 1984 de l'enterrement d'une fillette tuée lors de la catastrophe de Bhopal en Inde[7].
- Création du Prix Higashikawa décerné par la ville d'Higashikawa (île d'Hokkaidō). Premiers lauréats : 
  - prix du photographe étranger : Joel Sternfeld ;
  - prix du photographe japonais : Issei Suda et Keiichi Tahara.
- Prix de la Société de photographie du Japon / prix annuel : Hideki Fujii, Tokumitsu Iwagō / espoirs : Hitoshi Tsukiji / contributions remarquables : Katsuji Fukuda / international : George Eastman House.
- Prix Kimura Ihei  : Kazuyoshi Miyoshi (ja).
- Prix Ken-Domon : Tsuneo Enari.
- Prix international de la Fondation Hasselblad : Irving Penn.

## Naissances
- 26 février : Bence Máté, photographe animalier hongrois.
- 1er avril : Ala Kheir, photographe soudanais.
- Date précise inconnue ou non renseignée :
  - Nancy Borowick, photographe américaine.
  - Wakil Kohsar, photojournaliste afghan.
  - Bridget Reweti, photographe et artiste visuelle néo-zélandaise.
  - Nicoló Filippo Rosso, photographe italien, lauréat en 2020 du prix World Press Photo et en 2021 du prix W. Eugene Smith.
  - Maija Tammi, photographe photojournaliste finlandaise.
  - Rashod Taylor, photographe américain.
  - Mstyslav Tchernov, photojournaliste et correspondant de guerre ukrainien, lauréat en 2023 du prix Pulitzer de la photographie d'actualité.
  - Tiffiney Yazzie, artiste photographe américaine navajo.

## Décès
- 16 janvier : Ruth Orkin, photographe américaine, née le 3 septembre 1921.
- 15 février : Hélène Adant, photographe française d'origine russe, née le 26 juillet 1903.
- 28 janvier : Bernard Pierre Wolff, photographe français, né le 26 novembre 1930.
- 21 avril : Kattina Both, architecte et photographe allemande, née le 28 avril 1905.
- 21 mai : Willy Maywald, photographe de mode et portraitiste allemand actif à Paris, né le 15 août 1907.
- 10 juillet (mort noyé dans le port d’Auckland en Nouvelle-Zélande lors de l'Affaire du Rainbow Warrior) : Fernando Pereira, photojournaliste néerlandais d’origine portugaise, le 10 mai 1950.
- 28 septembre : André Kertész, photographe américain d'origine hongroise, né le 2 juillet 1894.
- 30 septembre : Herbert Bayer, typographe, artiste et photographe américain d'origine autrichienne, né le 5 avril 1900.
- Date précise inconnue ou non renseignée :
  - Marjory Collins, photographe américaine, née le 15 mars 1912.

## Célébrations
Centenaire de naissance
- Arthur Benda
- Alexandre Grinberg
- Heinrich Hoffmann
- Frank Hurley
- Alfred Cheney Johnston
- Merl LaVoy
- Otho Lloyd
- Saneatsu Mushanokōji
- Clara Sipprell
- Julio Requejo Santos
- Hendrik Sartov
- Joseph Wattebled
- Stanisław Ignacy Witkiewicz
- Piet Zwart

Centenaire de décès
- Marian Hooper Adams
- Richard Beard
- Félix Bonfils
- Charles Desavary
- Gaudenzio Marconi
- Frédéric Martens
- Titian Ramsay Peale
- Mary Rosse
- Walter Bentley Woodbury